# Köhnə Xudat (Qusar)
Köhnə Xudat è un comune dell'Azerbaigian situato nel distretto di Qusar. Conta una popolazione di 1 766 abitanti.